# 다제내성
다제내성(Multiple drug resistance, MDR), 다약제 내성(多藥劑耐性), 다중 약물 내성은 미생물 종이 3개 이상의 항미생물제 범주에서 최소 1개의 항미생물제에 대해 나타내는 항생제 내성이다. 항미생물제 범주는 작용 방식에 기반하며 표적 유기체에 특화된 항미생물제의 분류이다. 공중보건에 가장 위협적인 MDR 유형은 여러 항생제에 내성을 갖는 MDR 세균이며, 다른 유형으로는 다중 항진균제, 항바이러스제, 항기생충제에 내성을 갖는 MDR 바이러스, 기생충 등이 있다.
세균의 다양한 정도의 MDR을 인식하여 광범위 약물 내성(XDR) 및 판약물 내성(PDR)이라는 용어가 도입되었다. 광범위 약물 내성(XDR)은 세균 종이 2개 이하의 항미생물제 범주를 제외한 모든 항미생물제에 대해 비감수성을 나타내는 것이다. XDR 내에서 판약물 내성(PDR)은 세균이 모든 항미생물제 범주에서 모든 항미생물제에 대해 비감수성을 나타내는 것이다. 이 정의는 2011년 Clinical Microbiology and Infection 저널에 게재되었으며 공개적으로 접근할 수 있다.

## 흔한 다제내성균(MDROs)
흔한 다제내성균은 일반적으로 세균이며 다음과 같다.
- (Vancomycin-Resistant Enterococci (VRE)
- 메티실린 내성 황색 포도상구균 (MRSA)
- ESBLs 생성 그람 음성 세균
- Klebsiella pneumoniae carbapenemase (KPC) 생성 그람 음성 세균
- 다제내성 그람 음성 막대균 (MDR GNR) MDRGN 박테리아 등 엔테로박터 종, E.coli, 폐렴 막대균, 아시네토박터 바우마니, 녹농균
- Multi-drug-resistant tuberculosis

MDRGN과 중복되는 최근 특히 중요한 그람 양성 및 그람 음성 세균 그룹은 ESKAPE 그룹(Enterococcus faecium, 황색 포도상구균, 폐렴 막대균, 아시네토박터 바우마니, 녹농균, 엔테로박터 종)으로 명명되었다.

## 세균의 항생제 내성
다양한 미생물은 수천 년 동안 항미생물제에 적응하는 능력으로 살아남았다. 이는 돌연변이 또는 DNA 전달을 통해 이루어진다. 이 과정은 일부 세균이 특정 항생제의 작용에 대항하여 항생제를 비효율적으로 만들 수 있게 한다. 이러한 미생물은 다제내성을 얻기 위해 여러 메커니즘을 사용한다:
- 당단백질 세포벽에 더 이상 의존하지 않음
- 항생제의 효소적 불활성화[6]
- 항생제에 대한 세포벽 투과성 감소[7]
- 항생제 표적 부위 변경[8]
- 항생제 제거를 위한 유출 메커니즘[9]
- 스트레스 반응으로서 돌연변이율 증가[10]

많은 다양한 세균이 이제 다제내성을 나타내며, 여기에는 포도상구균, 창자알균, 임균, 연쇄상구균, 살모넬라뿐만 아니라 수많은 다른 그람 음성 세균 및 결핵균이 포함된다. 항생제 내성 세균은 저항 메커니즘을 코딩하는 DNA 복제본을 심지어 멀리 떨어진 다른 세균에도 전달할 수 있으며, 이 세균들은 다시 저항 유전자를 전달할 수 있어 항생제 내성 세균의 세대를 초래한다. 이러한 초기 DNA 전달을 수평적 유전자 이동이라고 한다.

## 세균의 박테리오파지 내성
사람 연구에서 파지 내성 세균 변이가 관찰되었다. 항생제와 마찬가지로 파지 내성의 수평적 전달은 플라스미드 획득을 통해 얻을 수 있다.

## 항진균제 내성
칸디다 종과 같은 효모는 아졸 제제로 장기간 치료받으면 내성이 생길 수 있으며, 다른 약물 클래스로 치료해야 한다.
로멘토스포라 프로리피칸스(Lomentospora prolificans) 감염은 다수의 항진균제에 내성이 있어 종종 치명적이다.

## 항바이러스 내성
HIV는 단일 요법 하에서 빠르게 돌연변이를 일으키기 때문에 항바이러스제에 대한 MDR의 대표적인 예이다.
인플루엔자 바이러스는 점점 더 MDR이 되고 있다. 처음에는 아만타딘에 내성을 보였고, 다음에는 오셀타미비르와 같은 노이라미니데이스 저해제에 내성을 보였다 (2008-2009년: 검사된 인플루엔자 A의 98.5%가 내성을 보임). 이는 면역 체계가 약한 사람들에게서 더 흔하다. 거대세포바이러스는 치료 하에서, 특히 면역억제 환자에게서 간시클로비르와 포스카르네트에 내성을 갖게 될 수 있다. 헤르페스 심플렉스 바이러스는 아시클로버 제제에 드물게 내성을 보이며, 주로 팜시클로비르와 발라시클로비르에 대한 교차 내성 형태로 나타나며, 보통 면역 억제 환자에게서 발생한다.

## 항기생충제 내성
항기생충제에 대한 MDR의 대표적인 예는 말라리아이다. 플라스모디움 비박스는 수십 년 전 클로로퀸 및 설파독신-피리메타민에 내성을 갖게 되었으며, 2012년 현재 캄보디아 서부와 태국 서부에서 아르테미시닌 내성 열대열말라리아(Plasmodium falciparum)가 출현했다.
톡소포자충도 아르테미시닌, 아토바쿠온, 설파디아진에 내성을 가질 수 있지만, 일반적으로 MDR은 아니다.
구충제 내성은 주로 수의학 문헌에서 보고되며, 예를 들어 가축 드렌칭과 관련이 있고 최근 FDA 규제의 초점이 되고 있다.

## 항미생물제 내성 출현 예방
항미생물제 내성 발달을 제한하기 위해 다음과 같은 방법이 제안되었다.
- 감염에 적절한 항미생물제 사용; 예를 들어 바이러스 감염에 항생제 사용 금지
- 가능하면 원인 유기체 확인
- 광범위 스펙트럼 항미생물제에 의존하기보다는 특정 유기체를 표적으로 하는 항미생물제 선택
- 적절한 기간의 항미생물제 치료 완료 (너무 짧지도 너무 길지도 않게)
- 박멸을 위한 올바른 용량 사용; 아치료 용량은 식품 동물에서 입증되었듯이 내성과 관련이 있다.
- 처방 의사의 행동이 전 세계에 미치는 영향에 대한 교육 강화
- 예를 들어 폐렴구균 백신 또는 독감 백신과 같은 약물 내성을 예방하기 위한 백신 접종

의료계는 처방 의사 교육과 병원에서 항미생물 관리 프로그램의 형태를 취할 수 있는 자발적인 항미생물 관리에 대한 호소라는 형태의 자율 규제에 의존한다. 문화적 맥락에 따라 정부가 인체 임상용 항생제의 제한적인 사용의 중요성에 대해 대중을 교육하는 데 도움을 줄 수 있지만, 마약과 달리 현재 전 세계적으로 사용에 대한 규제가 없다. 덴마크와 같이 사람 소비를 위해 사육되는 동물을 치료하기 위한 항생제 사용은 성공적으로 제한 또는 규제되었다.
감염 예방은 병원 내에서 MDR 유기체 감염을 예방하는 가장 효율적인 전략이다. 왜냐하면 광범위 내성 또는 판내성 감염의 경우 항생제 대안이 거의 없기 때문이다. 감염이 국소화된 경우 제거 또는 절제를 시도할 수 있지만 (예: MDR-TB의 폐), 전신 감염의 경우 면역글로불린으로 면역 체계를 강화하는 일반적인 조치만 가능할 수 있다. 박테리오파지 (세균을 죽이는 바이러스) 사용은 가능한 치료 분야로 발전하고 있다.
저항성 세균의 자연선택은 완전히 막을 수 없으므로 시간이 지남에 따라 새로운 항생제를 개발하는 것이 필요하다. 이는 특정 항생제를 적용할 때마다 해당 물질에 이미 저항성 유전자를 가진 소수의 세균 생존이 촉진되고, 관련 세균 개체군이 증폭됨을 의미한다. 따라서 저항성 유전자는 유기체와 환경에 더 넓게 분포되며, 더 높은 비율의 세균은 더 이상 이 특정 항생제로 치료에 반응하지 않게 된다. 새로운 항생제 개발 외에도 완전 내성 사태로부터 대중을 안전하게 지키기 위해 완전히 새로운 전략이 구현되어야 한다. 자외선 치료 및 박테리오파지 활용과 같은 새로운 전략이 테스트되고 있지만, 이 목적을 위해 더 많은 자원이 투입되어야 한다.

## 같이 보기
- 약물 저항성
- MDRGN 세균
- 이종대사
- NDM1 효소 내성
- 제초제 내성
- P-당단백질

## 더 읽기
- Greene HL, Noble JH (2001). 《Textbook of primary care medicine》. St. Louis: Mosby. ISBN 978-0-323-00828-0.